# Eparchia di Barnaul

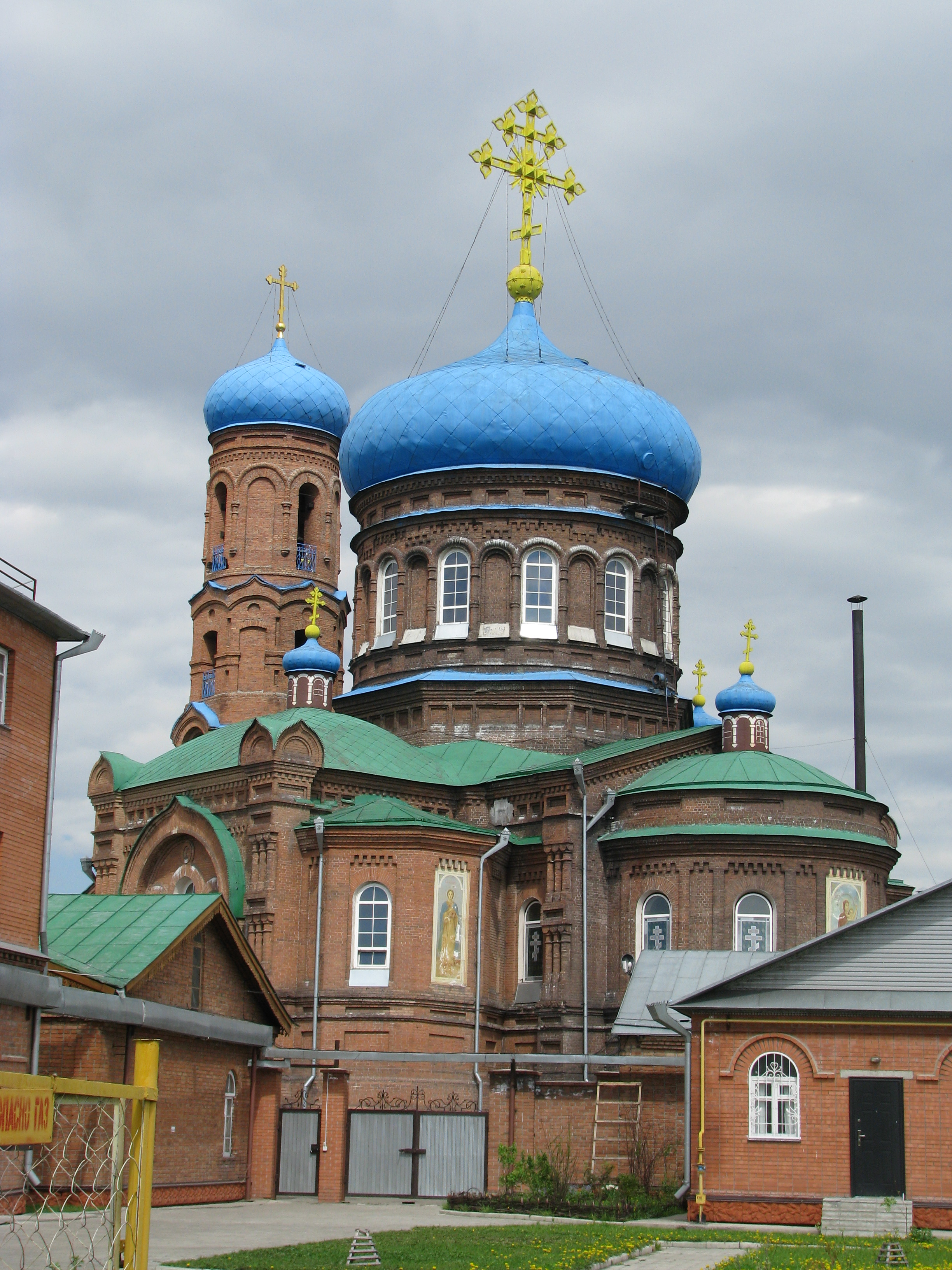
La cattedrale dell'Intercessione di Barnaul.

L'eparchia di Barnaul (in russo: Барнаульская епархия) è una diocesi della Chiesa ortodossa russa, appartenente alla metropolia dell'Altaj.

## Territorio
L'eparchia comprende 7 rajon nella parte nord-orientale del territorio dell'Altaj, nel Circondario federale della Siberia.
Sede eparchiale è la città di Barnaul, dove si trova la cattedrale dell'Intercessione. L'eparca ha il titolo ufficiale di «metropolita di Barnaul e dell'Altaj».
Nel 2019 l'eparchia è suddivisa in 6 decanati per un totale di 101 parrocchie.

## Storia
Già eretta nel 1930 e soppressa dalle autorità sovietiche nel 1938, l'eparchia è stata ristabilita dal sinodo della Chiesa ortodossa russa il 26 febbraio 1994 separandola dall'eparchia di Novosibirsk.
Nel 2013 ha ceduto una porzione di territorio a vantaggio dell'erezione dell'eparchia di Gorno-Altajsk. Altre porzioni di territorio sono state cedute nel 2015 per l'erezione delle eparchie di Bijsk, Rubcovsk e Slavgorod.